# Wilhelm von Lenz
Christian Wilhelm von Lenz (russisch Вильгельм Фёдорович Ленц/ Wilhelm Fjodorowitsch Lenz, auch unter dem Vornamen Василий/ Wassili; * 1. Junijul. / 13. Juni 1808greg. in Riga; † 19.jul. / 31. Januar 1883greg. in Petersburg) war ein deutsch-baltischer Musikschriftsteller und Mitglied des kaiserlich russischen Staatsrates. Er befasste sich insbesondere mit Beethoven.

## Leben
Nachdem Christian Wilhelm von Lenz, Sohn des Hofgerichtsadvokaten August Wilhelm von Lenz, bis 1827 das Gymnasium in Riga besucht hatte, ging er nach Genf, um die neueren Sprachen zu erlernen. Auf der Reise dorthin machte er in Frankfurt am Main die Bekanntschaft von Ferdinand Ries, dem Schüler und ersten Biographen Beethovens, der den musikalisch gebildeten Lenz für den großen Meister begeisterte. In Genf in der Musiktheorie gefördert, begab sich Lenz im Herbst 1828 nach Paris, wo er Unterricht bei Franz Liszt nahm. Im Frühjahr 1829 reiste er nach London, wo er mit Felix Mendelssohn Bartholdy und Ignaz Moscheles zusammentraf, und kehrte im Herbst über Holland in seine Heimat zurück, um auf Wunsch seines Vaters an der Kaiserlichen Universität Dorpat Jurisprudenz zu studieren; seine freie Zeit widmete er aber der Musik.
1831 verließ Lenz als Rechtskandidat Dorpat und begab sich nach Moskau, um sich in der russischen Sprache und im russischen Recht zu vervollkommnen. Eine zufällige Bekanntschaft brachte ihn in die höheren Kreise der russischen Aristokratie und im Haus des Generals von Witte im Winter 1831/32 lernte er den englischen Harfenisten und Komponisten Elias Parish Alvars kennen, mit dem er im Mai 1832 eine Reise nach Konstantinopel unternahm. Von dieser Reise und seinem Aufenthalt am Goldenen Horn hat sich eine farbenreiche Schilderung in seinem Tagebuch eines Livländers (Wien 1850) erhalten. Mit erfolgreichen Empfehlungen kam Lenz nach Wien, wo er den Winter 1832/33 blieb, um seine Quellenstudien in der Geburtsstätte fast aller Meisterwerke Beethovens in Angriff zu nehmen, musste aber bereits im Frühjahr 1833 nach Sankt Petersburg zurückkehren, wo ihm seine hochgestellten Freunde ein vorteilhaftes Amt als Beamter für besondere Aufträge im Justizministerium verschafft hatten. Er wirkte auch als Mitglied des Zensurkomitees.
In Sankt Petersburg verkehrte Lenz während seines langen Aufenthalts mit allen musikalischen Größen, die dorthin kamen, und bildete sich an ihnen. In seinen geistreichen Feuilletonartikeln Schicksale eines Livländers in St. Petersburg, 1839-77 (in der deutschen St. Petersburger Zeitung, 1878, Nr. 23–107) schilderte er sehr anschaulich das Musikleben der Residenzstadt. Sie bilden mit seinen Essays in der Neuen Berliner Musikzeitung (1870–75) einen vorzüglichen Beitrag zur Musikgeschichte Russlands.
1842 besuchte Lenz zur Förderung seiner Beethoven-Forschungen Wien und andere Städte, schließlich wiederum Paris, wo er fünf Monate blieb und sich von Chopin unterrichten ließ, der neben Beethoven den größten Einfluss auf sein Kompositionstalent ausübte. In seinem Werk Die großen Pianoforte-Virtuosen: Liszt, Chopin, Tausig und Henselt aus persönlicher Bekanntschaft (Berlin 1872) setzte er besonders seinem Lehrer Chopin ein schönes Denkmal. Nach Sankt Petersburg zurückgekehrt, machte er sich an die Bearbeitung seines gesammelten Beethoven-Materials. An der Vollendung seines Werks hinderte ihn eine Krankheit. Er verließ im Sommer 1845 Sankt Petersburg und begab sich zum dritten Mal nach Paris, wo er die Bekanntschaft von Hector Berlioz machte und auch bei ihm Musik studierte. Von Paris ging er nach Spanien, von welchem Land er im zweiten Teil seines Tagebuchs eine treue Schilderung entwarf; namentlich sind seine Schilderungen über Diego Rodríguez de Silva y Velázquez, dem Raffael Spaniens, von kunsthistorischem Wert.
Von Gibraltar kehrte Lenz über Rom nach Sankt Petersburg zurück, wo er sich geistig erfrischt an sein Beethoven-Werk machte, das endlich 1852 in zwei Bänden unter dem Titel Beethoven et ses trois styles. Analyses des sonates de piano suivis de l’essai d’un catalogue critique, chronologique et anectodique de l’œuvre de Beethoven erschien. Indessen bezeichnet Lenz selbst dieses Werk „als sein unreifes, aber wohlgemeintes erstes Buch über Beethoven“, dagegen sah er mit Stolz auf sein in Deutsch geschriebenes Werk Beethoven. Eine Kunststudie (Bd. 1–2, Kassel 1855; Bd. 3–5, Hamburg 1860), besonders auf den „Kritischen Katalog sämtlicher Werke Ludwig van Beethovens mit Analyse derselben“, der allein vier starke Bände umfasst und großes Aufsehen erregte. Weniger gut gelang ihm die im ersten Band enthaltene Biographie Beethovens, die indessen mehrere Auflagen erlebte.
Seit 1868 nach 35-jährigem russischen Staatsdienst als Wirklicher Staatsrat verabschiedet, betätigte Lenz sich als gewandter Journalist in Sankt Petersburg bis zum März 1879, als er immer kränker wurde und sich ganz aus dem öffentlichen Dienst zurückzog. Gegen Ende seines Lebens erblindete er und starb am 19. Januarjul. / 31. Januar 1883greg. im Alter von 73 Jahren in Sankt Petersburg.

## Werke
- Beethoven et ses trois styles, 2 Bände, Brüssel 1852–1855
- Beethoven. Eine Kunststudie, Band 1, Kassel 1855 (Biographie) (Digitalisat)
- Beethoven. Eine Kunststudie, Band 2, Kassel 1855 (Digitalisat)
- Beethoven. Eine Kunststudie, Band 3, Hamburg 1860 (Digitalisat)
- Der Russische Musikschriftsteller und Componist Alex. Sérow. Skizze wissenschaftlich-künstlerischen Lebens aus Petersburg, in: Neue Berliner Musikzeitung, Jg. 25, Nr. 21 vom 24. Mai 1871, S. 161–163, Nr. 22 vom 31. Mai 1871, S. 169f., Nr. 23 vom 7. Juni 1871, S. 177–179 und Nr. 24 vom 14. Juni 1871, S. 185f. (Digitalisat)
- Die großen Pianoforte-Virtuosen unserer Zeit aus persönlicher Bekanntschaft. Liszt. – Chopin – Tausig. – Henselt, Berlin: Behr 1872 (Digitalisat)
- Josef Joachim in Petersburg. Stellung des Künstlers in Russland, in: Neue Berliner Musikzeitung, Jg. 26, Nr. 29 vom 17. Juli 1872, S. 228 und Nr. 30 vom 24. Juli 1872, S. 233f.
- Uebersichtliche Beurtheilung der Pianoforte-Compositionen von Chopin, als Prodomus eines kritischen Katalogs seiner sämmtlichen Werke, in: Neue Berliner Musikzeitung, Jg. 26, Nr. 36 vom 4. September 1872, S. 282f., Nr. 37 vom 11. September 1872, S. 289–292 und Nr. 38 vom 18. September 1872, S. 297–299